# Jean Tenneroni
Jean Tenneroni, né le 6 février 1962 à Bône (Algérie française), est un militaire français.
Officier général (2e section) français, il est membre du contrôle général des armées.

## Biographie

### Origine et formation initiale
Jean Tenneroni est le fils de Jean Tenneroni, qui servit au 3e régiment de tirailleurs algériens (3e RTA).
Il est le petit-fils de Léon Tenneroni, (né à Santa-Maria-Siché, en Corse-du-Sud) commandant de compagnie durant la Première guerre mondiale au 3e régiment d’infanterie puis au 153e régiment d’infanterie.
Après des études à Lyon au lycée Ampère puis à l'IEP de Lyon, il est lauréat du concours des commissaires des armées (1986) .

### Carrière

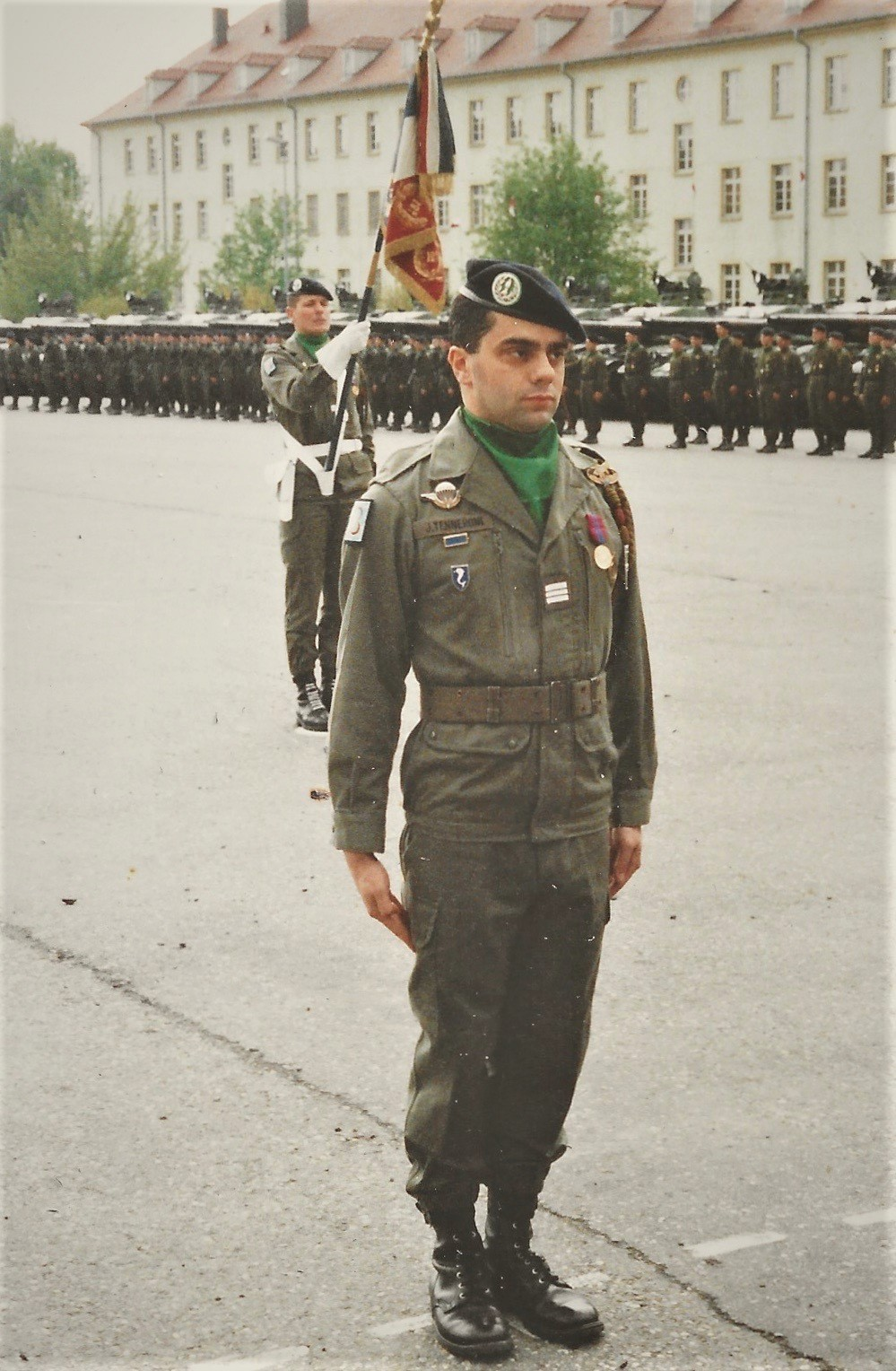
Capitaine Jean Tenneroni 3e Division blindée, Forces Françaises en Allemagne

Durant sa première partie de carrière qui l’amène jusqu’au grade de commissaire commandant il sert au sein d'unités blindées des forces françaises en Allemagne avant la dissolution du Pacte de Varsovie (été 1991) et dans la 27e division alpine: 1er régiment de cuirassiers à Saint-Wendel (1re division blindée), 12e régiment de cuirassiers à Müllheim (3e division blindée), Commissariat adapté à la 27e division alpine (Grenoble), 4e régiment de chasseurs à Gap (27e division alpine). Il a également servi à l’état-major du commandement des éléments français en ex-Yougoslavie à Zagreb (3e mandat FORPRONU 1993).
Il réussit le concours du contrôle général des armées en 1998 et devient contrôleur général des armées en 2006 .

Après avoir rejoint en 2000 le cabinet du ministre de la Défense lors de la 3e cohabitation (Chirac-Jospin) comme conseiller technique pour les affaires sociales, domaniales et environnementales, il est entre 2001 et 2004 directeur  de l'ECPAD.

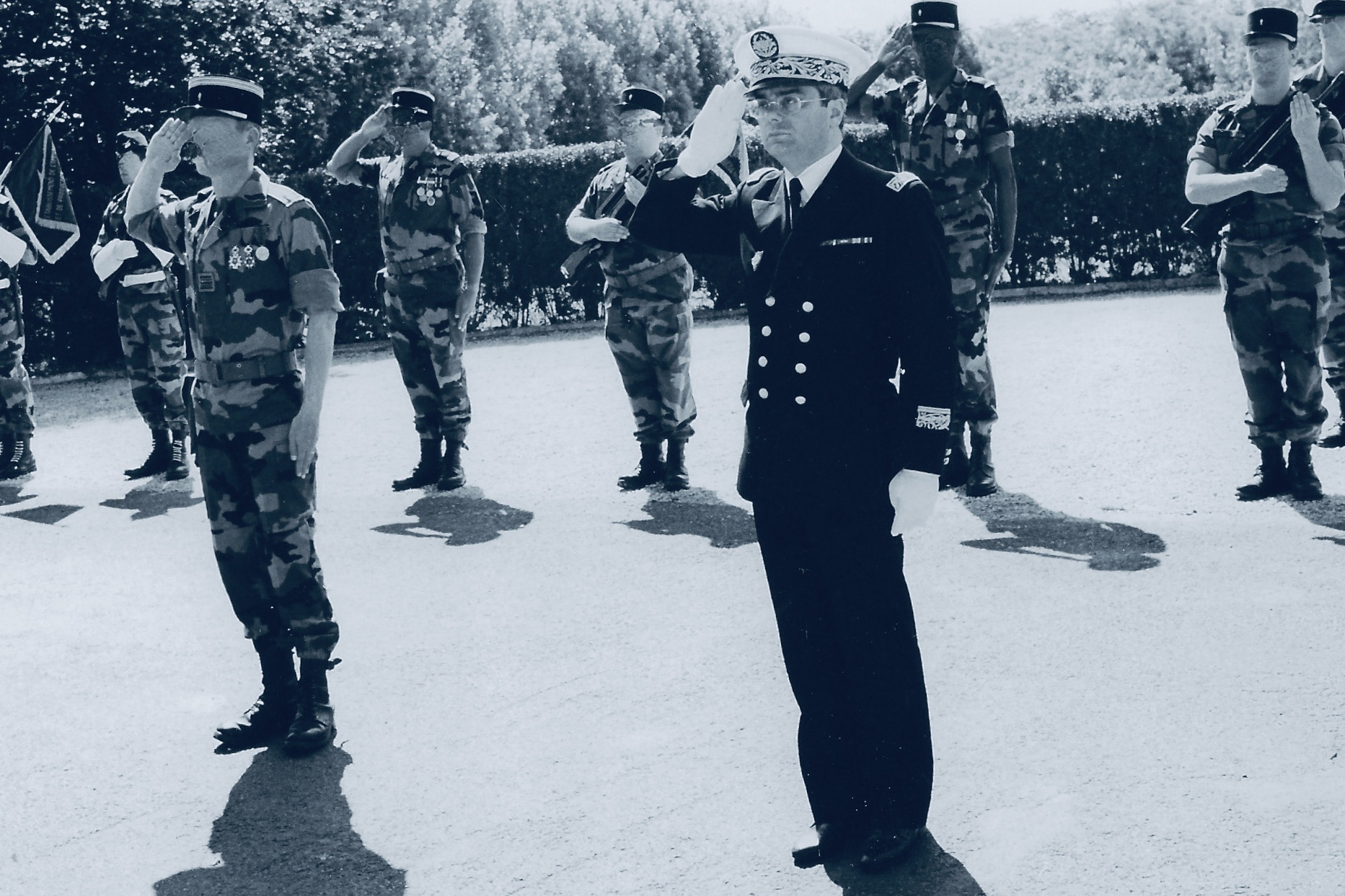
le CGA Jean Tenneroni, chef de corps au fort d'Ivry

Jean Tenneroni exerce entre 2016 et 2021 les fonctions de rapporteur général de la commission de déontologie des militaires.

## Fonctions exercées
- Conseiller technique pour les affaires sociales, domaniales et environnementales du ministre de la Défense (2000-2001)[4]
- Directeur de l’Établissement de communication et de production audiovisuelle de la Défense - ECPAD -(2001-2004)[5]
- Rapporteur au Contrôle général des armées, au comité interministériel des audits de programme et au comité des prix de revient des fabrications d'armement[8] (2004-2015)
- Membre du Comité interministériel des audits de programme du budget de l'État- CIAP - (2009-2011)[9]
- Membre consultatif des conseils d'administration des établissements publics du ministère (2013-2016) : musée de l’Armée, musée national de la Marine, musée de l'Air et de l'Espace, ECPAD, Office national des anciens combattants et victimes de guerre,SHOM[1]
- Rapporteur général de la commission de déontologie des militaires (2016-2021)[6]
- Référent ministériel déontologue et alerte (2018-2021), placé directement auprès du ministre[10].

## Distinctions
Décorations françaises :
- Officier de la Légion d'honneur[11]
- Officier de l'ordre national du Mérite[12]
- Croix du combattant
- Médaille de la Défense nationale, échelon argent
- Médaille de reconnaissance de la Nation
- Médaille commémorative française ex-Yougoslavie

Décorations étrangères :
- Médaille des Nations-Unies (UNPROFOR)